# دانشگاه سنت گالن
دانشگاه سنت گالن (به انگلیسی: University of St. Gallen) یک دانشگاه دولتی و تحقیقاتی است که در شهر سنت گالن، سوئیس قرار دارد.
این دانشگاه در سال ۱۸۹۸ تأسیس شد و در رشته‌های حقوق، اقتصاد، روابط بین‌الملل و مدیریت اجرایی دارای تخصص می‌باشد.
این دانشگاه همچنین با نام HSG نیز شناخته می‌شود که مخفف عبارات Handels-Hochschule St. Gallen است.